# Черниця (ліва притока Дністра)
Черниця, Балка Черниця — річка в Придністров'ї у Григоріопольському районі. Ліва притока річки Дністра (басейн Чорного моря).

## Опис
Довжина річки 10 км, похил річки 5,6 м/км, площа басейну водозбору 98,1 км². Формується декількома струмками та загатами. На деяких ділянках річка пересихає.

## Розташування
Бере початок в урочищі Черниця. Тече переважно на південний захід через села Мокряки та Гиртоп і на північно-західній околиці міста Григоріополь впадає в річку Дністер.